# كليفتون ديفيس
كليفتون ديفيس (بالإنجليزية: Clifton Davis)‏ مواليد 4 أكتوبر 1945 في شيكاغو، هو ممثل أمريكي بدأ مسيرته الفنية سنة 1971. فاز بجائزة المسرح العالمي.

## الأعمال

### مسلسلات
- قارب الحب (1980)
- مالكولم وإيدي (1997) (بدور: ليونارد لارسون)
- غريس أندر فاير (1997)
- القبضة الحديدية (2017) (بدور: لورنس ويلكنز)

## روابط خارجية
- كليفتون ديفيس على موقع IMDb (الإنجليزية)
- كليفتون ديفيس على موقع ميوزك برينز (الإنجليزية)
- كليفتون ديفيس على موقع قاعدة بيانات برودواي على الإنترنت (الإنجليزية)
- كليفتون ديفيس على موقع إن إن دي بي (الإنجليزية)
- كليفتون ديفيس على موقع ديسكوغز (الإنجليزية)
- كليفتون ديفيس على موقع قاعدة بيانات الفيلم (الإنجليزية)